# Jurgis Dobkevičius

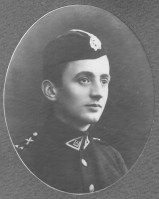
Jurgis Dobkevičius

Jurgis Dobkevičius (ur. 23 marca 1900 w Petersburgu, zm. 8 czerwca 1926 w Kownie) – litewski pilot i konstruktor lotniczy.
Dobkevičius wstąpił do wojska litewskiego jako ochotnik. Był pierwszym oficjalnie uznanym pilotem Litewskich Sił Powietrznych, dowódcą eskadry powietrznej w 1920 r. Brał udział w tzw. wojnie litewskiej późnym latem 1920 r.
Po przeniesieniu do rezerwy w 1923 r. Dobkevičius rozpoczął studia w paryskiej szkole L'Ecole Superieure d'Aeronautique. Ukończył ją w 1925 r. stając się pierwszym profesjonalnie przygotowanym litewskim konstruktorem lotniczym. Po powrocie do kraju Dobkevičius zaprojektował rodzinę samolotów Dobi-I (który był pierwszym litewskim samolotem w ogóle), Dobi-II oraz Dobi-III. 
Znany był także z fenomenalnej pamięci: współczesne mu źródła twierdzą, iż potrafił grać w szachy równocześnie nawet z dwoma przeciwnikami nie patrząc na szachownicę i odtwarzając wszystkie ruchy z pamięci.